# Ruben Fienga
Ruben Fienga (Meta di Sorrento, 20 dicembre 1905 – 1984) è stato un ingegnere e dirigente pubblico italiano.
Progettista e dirigente delle Ferrovie dello Stato (FS), diresse la costruzione della stazione di Roma Termini. Propose e seguì il progetto e la costruzione della Direttissima Roma-Firenze.

## Studi
A soli 22 anni conseguì la laurea in ingegneria civile.

## Attività nelle Ferrovie dello Stato
Dopo un breve periodo di attività nel Genio civile, nel 1931 fu assunto, quale vincitore di un concorso pubblico esterno, dalle Ferrovie dello Stato e assegnato al Servizio lavori e costruzioni.
Dal 1931 al 1938 fu caporeparto delle divisioni Lavori e Costruzioni dei compartimenti di Cagliari, Venezia e Napoli.
Dal 1938 al 1943 diresse la divisione speciale istituita presso il Compartimento di Roma incaricata di costruire la nuova stazione di Roma Termini.
Dopo la seconda guerra mondiale si occupò della ricostruzione delle linee e degli impianti distrutti dalle azioni belliche. Successivamente diresse il progetto e l'esecuzione dei lavori di raddoppio della linea Battipaglia-Reggio Calabria.
Nel 1957 fu nominato direttore del servizio Lavori e costruzioni. Durante tale incarico sovrintese il progetto e la costruzione del raddoppio delle linee delle Cinque Terre, della Riviera di Ponente, adriatica e Domodossola-Iselle di Trasquera.
Nel 1962 fu nominato vicedirettore generale e nel 1965 direttore generale. Fu in tali incarichi che poté seguire il secondo e il terzo dei piani quinquennali di ammodernamento delle FS, curando anche l'introduzione nell'infrastruttura di più moderni tipi di armamento e l'impiego generalizzato delle lunghe rotaie saldate.
Durante la sua direzione promosse il progetto e la costruzione della nuova Direttissima Roma-Firenze, di cui inaugurò i lavori il 25 giugno 1970.
Dopo il pensionamento, avvenuto nel dicembre 1971, fu capo del gabinetto del ministro dei Trasporti Oscar Luigi Scalfaro nel Governo Andreotti I.